# Монреаль Канадиенс
«Монреа́ль Кана́диенс» (фр. Les Canadiens de Montréal, англ. Montreal Canadiens) — профессиональный хоккейный клуб, который выступает в Национальной хоккейной лиге. Представляет Атлантический дивизион Восточной конференции НХЛ, на протяжении всей истории базируется в городе канадской провинции Квебек, Монреале. Является старейшим и самым титулованным  клубом НХЛ, обладателем множества командных и личных рекордов.

## История команды

### История выступлений команды в НХА
«Монреаль Канадиенс» был основан 4 декабря 1909 года Эмброузом О’Брайеном, одним из создателей и руководителей Национальной хоккейной ассоциации. Членом этой лиги и являлись «Канадиенс» в первые годы своего существования. Команда при создании задумывалась как франкоканадская, в пику уже существовавшим тогда в городе англоканадским «Шэмрокс» и «Уондерерз».
На старте команды в первом сезоне НХА «Канадиенс» проиграли десять игр из двенадцати и заняли последнее место. О’Брайен был разочарован и продал клуб другому крупному хоккейному предпринимателю, Джорджу Кеннеди. Кеннеди провел ряд кадровых перестановок, и  уже в следующем сезоне команда, благодаря стараниям привлеченных Кеннеди в ряды «канадцев» нападающего Ньюси Лалонда и вратаря Жоржа Везина, сумела финишировать второй. Однако в те времена для участия в розыгрыше Кубка Стэнли этого все равно было недостаточно: его разыгрывали между собой победители НХА и ХАТП (Хоккейной ассоциации Тихоокеанского побережья, другой крупнейшей хоккейной североамериканской лиги до появления НХЛ).
Результаты двух следующих сезонов «Монреаль Канадиенса» -— четвёртое и пятое места, соответственно. Шанс выйти в финал Кубка Стэнли получили в марте 1914, когда были введены полуфиналы Кубка Стэнли. Ставшими вторыми в НХА монреальцы в первой игре с лидерами, «Торонто Блюшёртс» смогли одержать победу 2:0, но в следующей игре потерпели поражение 0:6. Сезон 1915/16 «канадцы» проиграли 14 матчей из 20 и заняли последнее место в ассоциации. Во многом этому поспособствовала продажа одного из ключевых монреальских форвардов Дональда Смита, а также нежелание играть лучшего игрока команды Лалонда из-за недовольства своей заработной платой. В конце концов, руководство НХА дисквалифицировало его до конца сезона.
В 1916 году «Монреаль» уверенно выиграл Кубок О’Брайена, вручавшийся лучшей команде НХА по итогам сезона, а в поединках за Кубок Стэнли переиграли победителя ХАТП «Портленд Роузбадс» (0:2, 2:1, 6:3, 5:6, 2:1). Финальная серия была упорной: для выявления победителя потребовалось сыграть максимально возможно количество игр. Главными героями у «канадцев» в том сезоне стали вернувшийся в команду Лалонд (забросил 28 шайб) и Дидье Питр (забросил 24 шайбы и отдал 15 результативных передач партнерам). В воротах уверенно играл Жорж Везина. В последнем сезоне (1916/17) в истории НХА «Монреаль Канадиенс» вновь стали сильнейшими в ассоциации, этому не помешало даже то, что ряд сильных игроков команды (Говард Макнамара, Горли Проджерс, Амос Арбор и Скин Ронен) были призваны в канадскую армию, участвовавшую в Первой мировой войне. Однако в серии матчей за Кубок Стэнли, монреальцы были неожиданно обыграны победителем ХАТП «Сиэтл Метрополитенс» (8:4, 1:6, 1:4, 1:9). Нападающий «Сиэтла» Берни Моррисон установил тогда рекорд финальных серий за Кубок Стэнли, забросив «канадцам» в четырёх играх 14 шайб.

### История выступления команды в ранней НХЛ
«Монреаль Канадиенс» вошли в НХЛ с момента её создания, став одними из основателей лиги наряду с «Оттавой Сенаторз», «Торонто» и «Монреаль Уондерерз» (последние из-за финансовых затруднений выбыли из НХЛ по ходу первого же сезона). Дебютное выступление в НХЛ вышло для «Монреаль Канадиенс» не очень удачным — команда не смогла стать лучшей в новообразованной лиге, несмотря даже на хорошую игру новичка клуба, нападающего Джо «Фантома» Мэлоуна, его предыдущая команда «Квебек Бульдогс» поначалу отказалась входить в НХЛ, имея к её руководству ряд претензий. В 20 играх Мэлоун забросил 44 шайбы, сделав семь хет-триков и забив пять голов в одной игре. Ещё один рекорд в том же сезоне установил Жорж Везина — 18 февраля 1918 года в поединке с «Торонто» (9:0) он стал первым вратарем в истории мирового хоккея, не пропустившим за матч ни одной шайбы, что при тогдашних хоккейных реалиях было практически невозможно.
В следующем сезоне Мэлоун продолжал показывать крайне результативную игру, не отставали от него и старожилы «канадцев». В итоге, команда уверенно первенствовала в НХЛ. В матчах за Кубок Стэнли монреальцев ждали, как и два года назад, «Сиэтл Метрополитенс», но на этот раз победителя выявить старым соперникам не удалось из-за неспортивных обстоятельств. Перед решающей, пятой игрой серии (перед ней счет в противостоянии был ничейный, 2-2) в начале апреля 1919 года сразу пять игроков «Монреаль Канадиенс» подхватили вирус свирепствовавшего в те годы испанского гриппа и были госпитализированы. Один из монреальских хоккеистов, защитник Джо Холл вскоре скончался. Игру решили не проводить, а Кубок Стэнли впервые в своей истории оказался неразыгранным.
Следующие три сезона для «Монреаль Канадиенс» оказались неудачными: команда, показывая результативную и зрелищную игру, неизменно уступала первенство в НХЛ «Оттаве Сенаторз». К тому же, в сезоне 1919/20 в НХЛ вошёл бывший клуб Джо Мэлоуна «Квебек Бульдогс», который вернул себе обратно этого нападающего. Другие же лидеры «канадцев», такие как Ньюси Лалонд, Дидье Питр и Луи Берлинкетт постепенно регрессировали. Настала необходимость кадровых перемен в команде, и главный менеджер «Монреаль Канадиенс» Лео Дандюран их проводит, он продает или обменивает в другие клубы ветеранов, приобретая на их места новых, молодых игроков. Ряды канадцев пополняют Хоуи Моренц, Орель Жолиа, Билли Буше, Спрэг Клеорн и Билли Кутюр.
Так, «Канадиенс» омолодили и существенно усилили состав команды, и в результате в 1924 году после восьмилетнего перерыва они становятся лучшим хоккейным коллективом Северной Америки, обыграв в матчах за Кубок О’Брайена «Оттаву» (1:0, 4:2), а в схватках за Кубок Стэнли — две лучшие команды лиг Тихоокеанского побережья «Ванкувер Марунз» и «Калгари Тайгерз». В 1925 монреальцы снова стали лучшей командой НХЛ, однако уступили Кубок Стэнли клубу ХАТП «Виктория Кугарз» (будущий «Детройт Ред Уингз») — 2:5, 1:3, 4:2, 1:6.
В Монреале назревал хоккейный бум. Город и раньше считался признанным хоккейным центром, а после новых успехов «Канадиенс», в Монреале было завершено строительство двух новых ледовых арен — «Монт-Ройял Арены» и «Форума». Последний, правда, предназначался не для «Канадиенс», а для нового члена НХЛ, «Монреаль Марунз», вступивших в лигу в сезоне 1924/25. Руководство «Марунз» сделало ставку на приобретение англоязычных игроков, что вызвало раздражение в у франкоязычного большинства населения Монреаля. Противостояние между «Марунз» и состоявшими из преимущественно франкоканадцев «Канадиенс» стало одним из самых принципиальных в лиге. Тем более, что «Марунз» сумели собрать крепкий коллектив, выигравший Кубок Стэнли уже во втором сезоне своего членства в НХЛ.
Для «Монреаль Канадиенс» же сезон 1925/26 выдался едва ли не самым худшим в истории. В ноябре 1925 года из-за туберкулеза в тяжелой форме был вынужден оставить хоккей Жорж Везина, бессменный вратарь команды, на протяжении 16 сезонов не пропустивший ни единой игры в составе «Канадиенс». 27 марта 1926 года он скончался. В память о великом вратаре был учрежден приз лучшему вратарю НХЛ. Смерть Везины стала шоком для его одноклубников. Они проиграли после его ухода из «Монреаль Канадиенс» двенадцать игр подряд, заняв по итогам сезона последнее место в НХЛ.
Однако к сезону 1926/27 монреальцы сумели найти замену Везине. Им стал Джордж Хэйнсуорт. Статистические показатели его первых трех сезонов были следующими: 1,47 пропущенной шайбы и 14 «сухих» игр в 44 матчах (1926/27); 1,05 и 13 «шатаутов» в 44 матчах (1927/28); 0,92 и 22 «шатаута» в 44 матчах (1928/29) (действующий поныне рекорд НХЛ).
Сезон 1926/27 стал для НХЛ историческим. К тому времени её лиги-конкуренты с Тихоокеанского побережья разорились и перестали существовать, а их команды, переехав в города на востоке США, вошли в НХЛ. Это привело к тому, что лигу решили разделить на Канадский и Американский дивизионы, в каждом из которых играло по пять команд. Таким образом, НХЛ стала сильнейшей хоккейной лигой Северной Америки, получив монопольное право на розыгрыш Кубка Стэнли.
В том сезоне «Монреаль Канадиенс» уверенно заняли второе место в Канадском дивизионе, уступив лишь «Оттаве». В четвертьфинале плей-офф «канадцы» переиграли земляков из «Марунз», но в полуфинале были остановлены все той же «Оттавой Сенаторз». В двух следующих сезонах монреальцы продолжали показывать яркую и успешную игру, так в сезоне 1927/28 Хоуи Моренц стал первым хоккеистом НХЛ, которому покорился рубеж в 50 очков. Однако в плей-офф монреальцам по-прежнему не очень везло (выход в финал в 1928 и выход в полуфинал в 1929).
Однако в сезоне 1929/30 «канадцы» все же смогли в третий раз в истории своего клуба выиграть Кубок Стэнли. Заняв в дивизионе второе место, в четвертьфинале и полуфинале «Канадиенс» в упорной борьбе смогли пройти «Чикаго Блэк Хокс» (1:0, 2:2) и «Нью-Йорк Рейнджерс» (1:0, 2:0). В финале же монреальцы победили действовавшего обладателя Кубка Стэнли и лучшую команду регулярного первенства «Бостон Брюинз» (3:0, 4:3). В следующем сезоне команда повторила успех. «Канадцы» уверенно первенствовали в регулярном сезоне благодаря Хоуи Моренцу, признанному лучшим игроком в сезоне. В плей-оффе монреальцы сумели сломить сначала сопротивление «Бостон Брюинз», а затем «Чикаго Блэк Хокс» (счет в обеих сериях 3-2). В сезоне 1931/32 «Монреаль Канадиенс» вновь стали первыми в своем дивизионе, но в полуфинале уступили «Нью-Йорк Рейнджерс» (1-3 по итогам серии). В следующем сезоне «канадцы» вновь остановились в розыгрыше Кубка Стэнли на той же отметке.
Великая депрессия заметно отразилась на развитии НХЛ, кризис пережили лишь 6 из 10 команд лиги. Сказался кризис и на «Монреаль Канадиенс» — доходы клуба падали, руководство было вынуждено продавать самых лучших игроков. В 1934 году был продан даже Хоуи Моренц, что вызвало небывалое недовольство среди болельщиков. Результаты команды падали — в 1934 и 1935 «канадцы» стали середняками лиги, вылетая из розыгрыша Кубка Стэнли уже на четвертьфинальной стадии.
Сезон 1935/36 выдался для «Монреаля» провальным — команда финишировала на последнем месте в Канадском дивизионе, выиграв лишь 11 из 48 игр. Руководство «Канадиенс» имело долги на огромную по тем временам сумму в $60 тысяч. Владельцы клуба Лео Дандюран и Джо Каттаринич уже собирались продать команду и перевезти её в американский Кливленд, однако монреальские предприниматели Морис Фогет и Эрнест Савар совместными вложениями сумели оставить команду в родном городе.
Вскоре финансовое положение «Монреаль Канадиенс» поправилось настолько, что команда позволила себе вернуть Хоуи Моренца. Правда, вернувшись, Моренц отыграл в Монреале меньше сезона. В январе 1937 года в одной из игр он получил тяжелую травму и 8 марта скончался в больнице от эмболии. Весь Монреаль в те дни погрузился в траур. Только на похороны прославленного нападающего пришло более 50 тысяч человек. В ноябре 1937 года состоялся матч памяти Хоуи Моренца между сборной звёзд НХЛ и «Монреаль Канадиенс», вся выручка от которого — 20 000 долларов — была перечислена семье Моренца. «Канадиенс» проиграли ту встречу со счётом 5:6.
Смерть Моренца означала и конец звёздного «Монреаля» 30-х. Новую команду победителей необходимо было создавать заново и первым камнем в её основании стал перешедший в «Канадиенс» в 1935 году левый крайний форвард только что выигравших Кубок Стэнли «Марунз» Гектор «Тоу» Блэйк. После смерти Моренца именно этот молодой уроженец провинции Онтарио, раскрывший в «Канадиенс» не только свои бомбардирские, но и лидерские качества, стал фактически первой звездой «Хабс»; однако, одного Блэйка для победы в чемпионате было мало. В 1940 году Савар и Фогет продали команду компании «Кэнэдиан Арена Компани». В том же 1940 году неожиданную помощь «Канадиенс» оказал владелец их заклятых соперников из Торонто, Конн Смайт, порекомендовавший на вакантный пост главного тренера бывшего тренера «Чикаго» и «Торонто» Дика Ирвина. Дик Ирвин, бывший форвард «Чикаго», к тому времени был уже признанным тренером, команды под его руководством 8 раз доходили до финалов Кубка Стэнли, хотя победой закончилась только одна серия — с «Торонто» в 1932 году.

### Времена «Оригинальной шестёрки»
Опытный тренер, Ирвин кропотливо собирал новую команду победителей. Пришедшие в команду в 1940 и 1942 годах соответственно Элмер Лак и Морис Ришар составили с Блэйком первую тройку «Монреаля», названную впоследствии «Ударное звено» (англ. Punch line). Благодаря генеральному менеджеру Томми Горману в «Канадиенс» вновь появился вратарь звёздного уровня; Биллу Дёрнану, замеченному в матче любительской лиги, шёл уже 28-й год, брать в команду возрастного голкипера, не имевшего опыта игр на профессиональном уровне, было риском, но «Хабс» рискнули. За 7 сезонов в «Канадиенс» Билл 6 раз выигрывал Везина Трофи, став первым вратарём-новичком, выигравшим этот трофей, и в дебютном же сезоне превзойдя по показателям всех своих коллег из других команд. Столпом обороны был Эмиль Бушар, за силовой стиль игры ещё в юниорские годы получивший прозвище «Буч» (от англ. Butcher — мясник). В финале Кубка Стэнли 1944 года, «Монреаль» «в сухую» обыграл «Чикаго». После 13 лет неудач Кубок вернулся в Монреаль.
В следующем сезоне «Монреалю» не было равных: команда уверенно выиграла регулярный чемпионат, а её лидеры в очередной раз переписали историю клубных рекордов. Игроки «Ударного звена» на троих набрали 220 очков (рекорд, продержавшийся до 60-х годов), Морис Ришар стал первым в истории НХЛ хоккеистом, забросившим 50 шайб в 50 матчах, а Элмер Лак с 54 результативными передачами, к которым прибавил 26 заброшенных шайб, получил Харт Трофи. Но, в плей-офф «Канадиенс» неожиданно уступили уже в первом раунде будущим обладателям Кубка, своим принципиальным соперникам — «Торонто Мейпл Лифс». В следующем сезоне,  «Канадиенс» вернули себе Кубок в противостоянии с «Бостоном».
В 1946 году из «Канадиенс» ушёл генеральный менеджер Томми Горман. Новым менеджером стал бывший менеджер «Торонто» Фрэнк Дж. Селки. Первой же находкой Селки стал 15-летний юниор Жан Беливо, которого опытный специалист не выпускал из поля зрения вплоть до того момента, когда клуб смог подписать с молодым хоккеистом контракт. В 1947 году в команду пришёл защитник Дага Харви. В 1948 году травма оборвала карьеру Тоу Блэйка, разрушив «Ударное звено», главную атакующую силу «Хабс», Сезон 1949-50 стал последним для Билла Дёрнана и Кена Риардона. На смену уходящим звёздам стали появляться новые: помимо Беливо, в команде появились снайпер Дикки Мур, будущий постоянный партнёр Харви по паре защитников Том «Кот» Джонсон, пришедший из «Чикаго», мастер силовой борьбы и результативного паса Берт Олмстед, обладатель сильного «щелчка» Берни Жеффрион и голкипер Жак Плант. Команда три года подряд, с 1951 по 1953 выходит в финал. Две попытки были неудачными, на третий раз «Канадиенс» финале Кубка 1953 года обыграли «Бостон». Кубок Стэнли в 7-й раз отправился в Монреаль.
2 следующих сезона команда неизменно доходила до финалов Кубка Стэнли, но оба раза в уступала «Детройту», во главе с Горди Хоу. В 1955 году Дик Ирвин ушёл с поста главного тренера «Монреаля»; сменил его недавний капитан «Хабс» Тоу Блэйк. Перед началом сезона состав «Канадиенс» пополнили ещё 3 игрока: младший брат Мориса Ришара Анри, Клоду Прово, Жан-Ги Тальбо. В финале 1956 года «Канадиенс» взяли реванш у «Детройта», отдав «Красным крыльям» всего одну игру из пяти. 4:1 в серии и Кубок вновь достаётся хоккеистам «Канадиенс». Всего с 1956 по 1960 годы, «Монреаль» выиграл 5 Кубков Стэнли подряд, став «династией».
После победы в сезоне 1959-60 завершил карьеру Морис Ришар. Это был конец первой династии «Канадиенс»; в команде в очередной раз назрела смена поколений. Усилиями Фрэнка Селки в команде появлялись такие хоккеисты как нападающий Ральф Бэкстрем и защитник Жан-Клод Трамбле. В регулярном чемпионате «Канадиенс» показывали высокие результаты, но в плей-офф начали терпеть неудачу за неудачей. Новичкам «Хабс», таким, как форварды Жиль Трамбле и Клод Лароз, Бобби Руссо и защитник Жак Лаперрьер, не хватало опыта чтобы привести команду к успеху. С приходом Ивана Курнуайе в 1963 году команда стала стабильнее. В розыгрыше Кубка 1965 года «Канадиенс» сперва выбили действующих обладателей из «Торонто», а в финале в одолели «Чикаго». Это была уже 13-я победа «Канадиенс» в Кубке Стэнли. В следующем сезоне команда уверенно выиграв регулярный чемпионат, завоевала и Кубок Стэнли. В сезоне 1966-67 «Хабс» уступили в финале «Кленовым Листьям». Этот сезон стал первым для защитника Сержа Савара и вратаря Рогасьена «Роги» Вашона.

### Эпоха расширения
В 1967 году НХЛ приняла в свои ряды 6 новых команд; новички составили Западный дивизион, с победителем которого предстояло встретиться победителю Восточного, состоявший из клубов «Оригинальной шестёрки». «Монреаль», выигравший первенство на Востоке, дошёл до финала, проиграв в 3 сериях всего 1 матч. В решающей серии «Канадиенс» встречались с «Сент-Луисом»; цвета «Блюз», возглавляемых уроженцем Монреаля Скотти Боумэном, защищали многие хоккеисты, ещё недавно выступавшие за «Монреаль»: Даг Харви, Дикки Мур, Жан-Ги Тальбо, Ред Беренсон. Но «Канадиенс» выиграли серию всухую — 4:0. В составе «Монреаля» в этом сезоне началась карьера центрфорварда Жака Лемэра. Следующий сезон вновь свёл в финале «Монреаль» и «Сент-Луис» и вновь «Канадиенс» не оставили своим соперникам, укрепившимся ещё одним игроком «Хабс», Жаком Плантом, никаких шансов. У руля «Монреаля», сменив ушедшего Блэйка, стоял молодой тренер Клод Рюэль. Но в следующем сезоне «Канадиенс» вообще не попали в плей-офф и Рюэль был уволен. На его место пришёл Эл Макнил. При Макниле «Канадиенс» серьёзно укрепились: в команде появились как опытные игроки, такие, как братья Маховлич, Фрэнк и Пит, так и новички — такие, как защитники Ги Лапуэнт и сын бывшего капитана «Хабс» Эмиля Бушара Пьер Бушар. «Монреаль» вновь вышел в финал, где ему предстояло встретиться со старыми соперниками из «Чикаго». Чтобы нейтрализовать главного бомбардира «Чёрных ястребов» Бобби Халла, его опека была поручена новобранцу Режану Улю, а в ворота вместо опытного Вашона, встал молодой Кен Драйден. В итоге победа осталась за «канадцами». Однако, несмотря на Гитлера, руководство клуба отправило в отставку главного тренера Макнила, у которого сложились непростые отношения со многими звёздами «Канадиенс», в первую очередь — с Анри Ришаром. Его сменил Скотти Боумэн.
На драфте 1971 года «Монреаль» выбирал первым. В команду пришёл Ги Ляфлёр, а выбранный во втором круге защитник Лэрри Робинсон создал удачную связку с Саваром и Лапуэнтом, на долгие годы ставшую определяющей в защитной линии «Канадиенс». В плей-офф сезона 1971-72, «Канадиенс» не прошли дальше первого круга. На драфте 1972 года «Монреаль» выбрал форварда Стива Шатта. Впоследствии тройка Шатт — Лемэр — Ляфлёр стала ведущей силой нападения «Канадиенс». В финале сезона 1972-73 «Канадиенс» вновь сошлись с «Чикаго» и вновь праздновали триумф. Иван Курнуайе стал лучшим игроком серии, а для ветерана Анри Ришара этот Кубок Стэнли стал 11-м, что является рекордом по сей день. Для тренера Скотти Боумэна это был первый трофей.
Следующий сезон «Канадиенс» провели без Кена Драйдена — голкипер, рассорившись с генеральным менеджером Сэмом Поллоком по поводу нового контракта, на год вообще ушёл из хоккея и «Монреаль» не прошёл дальше первого круга плей-офф. В этом сезоне, в составе «Хабс»появился форвард Боб Гейни, будущий капитан, тренер и генеральный менеджер клуба. В сезоне 1974-75 лига, насчитывавшая уже 18 команд, была разбита на 4 дивизиона. «Монреаль», попавший в дивизион Норриса, выиграл его в упорном противоборстве с «Лос-Анджелес Кингз», и дошёл до полуфинала Кубка Стэнли, где был остановлен «Баффало Сейбрз». Это был последний сезон в карьере Анри Ришара; обладатель 11 Кубков Стэнли закончил карьеру в возрасте 39 лет.
Сезон 1975-76 годов был примечателен для «Канадиенс» участием в Суперсерии между хоккейными клубами СССР и Северной Америки. «Монреаль» ещё не встречался с советскими командами на клубном уровне, но представление о силе советской школы хоккея у хоккеистов «Канадиенс» уже было: в сборной звёзд НХЛ во время первой Суперсерии было 6 игроков «Монреаля». 31 декабря 1975 года, в предновогодний вечер, на домашней арене «Монреаль Форум» «Канадиенс» принимали чемпионов СССР клуб ЦСКА. Матч прошёл в упорной борьбе и закончился боевой ничьей — 3:3, причём «Канадиенс» вели 3:1, но москвичи сумели забросить 2 ответные шайбы и, благодаря игре голкипера Владислава Третьяка, свести матч к ничьей. «Канадиенс», в составе которых в последние 2 сезона раскрылась целая плеяда молодых талантливых хоккеистов: Ивон Ламберт, Дуг Райсборо, Дуг Джарвис, Марио Трамбле, были на взлёте, что и доказали в розыгрыше Кубка Стэнли, где уступили в трёх сериях всего 1 матч, причём действующий чемпион «Филадельфия» в финальной серии был обыгран со счётом 4:0 в пользу «Канадиенс». В следующем сезоне «Канадиенс» выиграли регулярный чемпионат, а в Кубке Стэнли «Монреалю» также не нашлось равных соперников: финальную серию «Канадиенс», как и в прошлом году, выиграли всухую, только на сей раз им противостоял «Бостон». Клубы встретились в финале и через год, и вновь победа была за «Канадиенс». В 1979 году соперником «Монреаля» в финале стал «Нью-Йорк Рейнджерс». «Канадиенс» выиграли серию, завоевав свой 22-й Кубок Стэнли, но это был финал второй «династии» «Монреаля».

### Переходный период
В 1978 году команду покинул Сэм Поллок; в 1979 году из команды ушли Кен Драйден, Жак Лемэр и Иван Курнуайе и главный тренер Скотти Боумэн. Драфт 1979 года был для «Монреаля» успешным — команда выбрала Ги Карбонно. Сменивший Боумэна на посту тренера Берни Жеффрион был уволен через полсезона, а вновь пришедшему в «Монреаль» Жаку Рюэлю не удалось повторить успех своего дебютного сезона: команда вылетела из Кубка Стэнли в четвертьфинале. «Канадиенс» выбыли из Кубка Стэнли уже на первом этапе, что стоило Клоду Рюэлю места на тренерском мостике.
Рюэля сменил бывший игрок «Лос-Анджелеса» Боб Берри. На драфте 1981 года самым ценным приобретением «Монреаля» стал защитник Крис Челиос. «Монреаль», переехавший в 1981 году в дивизион Адамса, вновь вылетел из плей-офф на ранней стадии — дорогу «Канадиенс» перешли их принципиальные соперники «Квебек Нордикс». Провал в следующем сезоне, стоил места генерального менеджера Ирвингу Грандмэну, которого сменил только что закончивший карьеру недавний игрок «Канадиенс» Серж Савар. В следующем сезоне помимо Челиоса ярко дебютировал и ещё один игрок — Клод Лемьё, у «Миннесоты» был приобретён выбранный некогда на драфте под номером 1 Бобби Смит, но результаты команды не устраивали руководство клуба и Боб Берри по ходу сезона был заменён на ещё одного бывшего игрока «Хабс» — Жака Лемэра. «Канадиенс» дошли до финала конференции, где были остановлены «Нью-Йорк Айлендерс».
На драфте 1984 года команду пополнили форварды Шейн Корсон и Стефан Рише, защитник Петр Свобода и 19-летний голкипер Патрик Руа. После поражения в четвертьфинале Кубка Стэнли от «Квебек Нордикс» Лемер был уволен со своего поста; его сменил помощник, бывший тренер олимпийской сборной Жан Перрон. В сезоне 1985-86 «Канадиенс» вышли в плей-офф, где в финальной серии сошлись с «Калгари» и уступил всего в одной игре из пяти. «Канадиенс» завоевали очередной Кубок Стэнли, а их молодой вратарь Патрик Руа получил Конн Смайт Трофи.
В сезоне 1986-87 «Монреаль» уступил в финале Восточной конференции «Филадельфии». Драфт 1987 года команду пополнили такие игроки, как Джон Леклер, Эрик Дежарден, Мэтью Шнайдер. Наряду с выбранным годом ранее Бенуа Брюне и незадрафтованным ни одной командой НХЛ Майком Кином это было серьёзное усиление. Но последовало поражение в 1/4 финала Кубка Стэнли от «Бостон Брюинз» 4-2 в пользу американской команды. Ушедшего в отставку Жана Перрона сменил на тренерском мостике тренер фарм-клуба Пэт Бёрнс. Первый же сезон под руководством Бёрнса вселил надежду на возрождение победных традиций «Канадиенс»: «Монреаль» уверенно выиграл первенство в Восточной конференции и дошёл до финала Кубка, где вновь, как и в 1986 году, сошёлся с «Калгари». На сей раз удача была на стороне «Флэймз». Пэт Бёрнс получил приз лучшему тренеру сезона.
3 следующих сезона, «Монреаль» занимал высокие места, выходил в плей-офф, где неизменно останавливался в четвертьфинале. Приходившие в команду талантливые хоккеисты (Стефан Лебо, Брайан Скрудлэнд, Сильвен Лефевр, Лайл Оделайн, Брент Гилкрист, Дени Савар, Кирк Мюллер, Патрис Бризбуа) не вносили в игру кардинальных изменений к лучшему и, после очередного провала в плей-офф, Пэт Бёрнс был уволен. У руля «Канадиенс» встал бывший наставник «Квебека», «Сент-Луиса» и «Детройта» Жак Демер. В межсезонье команда получила в результате обменов форвардов Брайана Беллоуза и Венсана Дамфусса, а также защитника Кевина Халлера. Удачно проведя регулярный сезон, «Монреаль» уверенно вышел в плей-офф, обыграв в первой же серии принципиальных соперников — «Квебек Нордикс». В финале Кубка «Монреаль» сошёлся в борьбе за трофей с ведомыми Уэйном Гретцки «Лос-Анджелес Кингз». Выиграв серию 4:1, «Монреаль Канадиенс» завоевал 24-й, и на сегодняшний день, последний Кубок Стэнли.
В первом же раунде плей-офф следующего сезона дорогу канадцам перешли «Бостон Брюинз». Сезон 1994-95 был укороченным из-за локаута и оказался для клуба неудачным. Впервые за 25 лет «Канадиенс» вообще не попали в плей-офф.
Провальное начало сезона 1995-96 стоило мест Жаку Демеру и генеральному менеджеру Сержу Савару (их заменили бывшие игроки «Монреаля» Марио Трамбле и Режан Уль), а 2 месяца спустя «Монреаль» лишился 2 главных звёзд: потребовал обмена Патрик Руа; голкипера вместе с капитаном Майком Кином обменяли в «Колорадо». Новички «Канадиенс» — Валерий Буре, Саку Койву, Стефан Кенталь, Брайан Сэвидж, Мартин Ручински, Андрей Коваленко, Жослен Тибо, Жозе Теодор помогли команде выйти в плей-офф, где «Монреаль» уступил в первом же раунде «Нью-Йорк Рейнджерс». 11 марта «Монреаль Канадиенс» сыграл последний матч в легендарном «Монреаль-Форуме»; новой ареной клуба стал «Молсон-Центр».
Следующий сезон был ещё менее удачным. Команду пополнили Скотт Торнтон и Крейг Риве, но усилий команды хватило только на то, чтобы выйти в плей-офф — с последнего, 8-го места — где они, как и в прошлом сезоне, уступили в первом же раунде. Новым тренером клуба вместо уволенного Трамбле стал Ален Виньо. Первый сезон под руководством молодого тренера был достаточно успешным на фоне последних неудач, — «Канадиенс» смогли дойти до второго раунда плей-офф — но следующие 2 оказались неудачными: команда даже не доходила до плей-офф. В ноябре 2000 года, после очередного поражения, поставившего «Монреаль» на последнее место в таблице, руководство клуба уволило Режана Улье вместе с Аленом Виньо. Их сменили Андре Савар и Мишель Террьен.

### Новое тысячелетие
Новому руководству не удалось сразу выправить положение; сезон 2000-01 впервые за долгие годы стал третьим подряд сезоном без игр плей-офф. Перед началом сезона 2001-02 «Канадиенс» пошли на серьёзные изменения в составе, команду укрепили Дуг Гилмор, Яник Перро, Андреас Дакелль, Рихард Зедник, Жо Жюно, Дональд Одетт, а также выбранный на драфте 2001 года Майк Комисарек. Обновлённому «Монреалю» удалось — несмотря на отсутствие из-за болезни капитана Саку Койву — выйти в плей-офф, во многом благодаря игре вратаря Жозе Теодора, по итогам сезона завоевавшего сразу 2 трофея: Харт Трофи и Везина Трофи. В плей-офф «Монреаль» взял реванш у «Бостона», выбив «Брюинз», считавшихся фаворитами Восточной конференции, из розыгрыша, но уже в следующем раунде команда не смогла одолеть «Каролину».
Сезон 2002-03 команда начала неубедительно, что привело к отставке тренера Мишеля Террьена, заменённого на Клода Жюльена. «Канадиенс» опять не попали в плей-офф, и в межсезонье Андре Савара сменил на посту генерального менеджера бывший капитан клуба Боб Гейни. В плей-офф сезона 2003-04 «Канадцы» опять оставили вне игры «Бостон», но уже в следующем раунде всухую уступили «Тампе». Сезон 2005-06 ознаменовался очередной тренерской отставкой: уже в январе Боб Гейни, недовольный результатами команды, отправил в отставку Клода Жюльена, сам заняв вакантный пост. В плей-офф «Монреаль» уже в первом раунде уступил «Каролине».
Новым главным тренером был назначен ещё один бывший капитан клуба — Ги Карбонно. Команде не хватило всего 2 очков, чтобы попасть в плей-офф. Следующий сезон команда впервые за десятилетие закончила на первом месте не только в дивизионе, но и во всей Восточной конференции, однако в плей-офф последовало поражение в четвертьфинале Кубка Стэнли от «Филадельфии».
Сезон 2008-09 был юбилейным, сотым в истории команды, на драфте «Монреаль» пополнила целая группа одарённых молодых хоккеистов: Макс Пачиоретти, Пи Кей Суббан, Янник Вебер; болельщики рассчитывали, что в год своего столетия «Монреаль» сможет показать выдающийся результат, но ещё до окончания сезона стало ясно, что на это рассчитывать не стоит. Уже в январе лишился своего поста тренер Ги Карбонно, сменивший его Боб Гейни смог вывести команду в плей-офф, где «Монреаль» уступил уже в первом раунде, причём всухую, своим заклятым соперникам из «Бостона». Впервые в своей истории «Канадиенс», прежде завоёвывавшие Кубок Стэнли хотя бы раз в десятилетие, нарушили собственную традицию, оставшись без трофея. Сезон 2009-10 команда начала без капитана: после 10 лет капитанства Саку Койву ушёл из «Монреаля», перейдя в «Анахайм». Несмотря на отличную игру в плей-офф вратаря Ярослава Галака, команда уступила в финале Восточной конференции «Филадельфии». В сезоне 2010-11 «Канадиенс» уступили в первом раунде плей-офф, а в сезоне 2011-12 они не только не попали в плей-офф, но и вообще закончили сезон на последнем месте на Востоке. Тренер Жак Мартен был уволен ещё в декабре, а в марте лишился своего места и сменивший Гейни генеральный менеджер Пьер Готье.
Сезон 2012-13, сокращённый из-за очередного локаута, клуб начал с новым руководством: на пост тренера вернулся Мишель Террьен, а новым генеральным менеджером стал Марк Бержевен. Команда уверенно выиграла первенство дивизиона, но в играх плей-офф команда оступилась уже в первом раунде, проиграв «Оттаве». Сезон 2013-14 «Канадиенс» провели гораздо увереннее, задолго до окончания обеспечив себе участие в играх плей-офф. В плей-офф «Монреаль» сперва без особых усилий одолел «Тампу», а затем, в упорном 7-матчевом противостоянии оказался сильнее «Бостона», выйдя в финал конференции, где уступил «Нью-Йорк Рейнджерс». В первом же матче серии с «Рейнджерс», «Канадцы» лишились основного вратаря: чемпион Олимпиады-2014 Кэри Прайс получил травму, а усилий его молодого сменщика Дастина Токарски — как и всей команды, оказалось недостаточно, чтобы одержать победу в серии.
По итогам регулярного чемпионата «Монреаль» стал победителем Атлантического дивизиона и в первом раунде плей-офф встретился с «Оттавой», которая была повержена в 6 матчах. В полуфинале конференции «Монреаль» столкнулся со своими прошлогодними соперниками из Тампы. «Молнии», в составе которых блистало звено Джонсон-Палат-Кучеров, а также голкипер Бен Бишоп, взяли реванш у канадцев со счетом 4-2. По итогам регулярного чемпионата голкипер Кэри Прайс стал обладателем сразу четырёх трофеев: Везина Трофи, Тед Линдсей Эворд, Харт Трофи и Уильям М. Дженнингс Трофи. Летом 2015 года «Канадиенс» подписали проведшего крайне неудачный сезон в «Каролине» сроком на 1 год Александра Сёмина.

## Принципиальные соперники

### «Торонто Мейпл Лифс»
Противостояние «Канадцев» и «Кленовых Листьев» уходит корнями во времена «Оригинальной Шестёрки», когда клубы были единственными канадскими командами НХЛ. Кроме спортивного, соперничество имело и национальный характер: «Монреаль» с момента основания позиционировал себя как команда франкоканадская, «Торонто» же поддерживали канадцы английского происхождения. В период с 1944 по 1978 год команды 15 раз встречались в плей-офф, из них 5 раз — в финале Кубка Стэнли.
В 1981-98 годах «Торонто» выступал в Западной конференции и накал соперничества стал ослабевать, тем более, что к тому времени в лиге появились и другие канадские клубы, вступившие в борьбу с грандами канадского хоккея за симпатии болельщиков.

### «Квебек Нордикс»
«Северяне» выступали в НХЛ с 1979 по 1995 годы и все эти годы боролись с «Канадцами» за право считаться главной командой провинции Квебек. (Это противостояние получило в тогдашней спортивной прессе название «Битва за Квебек»). За это время команды 5 раз встречались в плей-офф («Канадиенс» выигрывали трижды). Встреча команд 20 апреля 1984 года вошла в историю канадского хоккея как «Резня в Страстную Пятницу»: матч плей-офф между «Квебеком» и «Монреалем» ознаменовался грандиозной дракой, по итогам которой команды в сумме набрали 252 штрафных минуты.
В 1995 году «Нордикс» переехали в Денвер штат Колорадо; на этом противостояние фактически закончилось.

### «Бостон Брюинз»
Из американских команд самым принципиальным соперником «Канадцев» являются бостонские «Медведи». Начиная с сезона 1928-29, команды 33 раза (больше, чем любая другая пара команд) встречались в играх плей-офф. Безоговорочное преимущество в этих встречах принадлежит «Монреалю»: из 33 серий канадцы выиграли 24.

## Статистика выступлений
- И — количество игр
- В — количество выигранных матчей
- ПО — количество проигранных матчей в овертайме и по буллитам
- П — количество проигранных матчей
- Ш — разница заброшенных и пропущенных шайб
- О — количество набранных очков
- Плей-офф — выступление в розыгрыше Кубка Стэнли

|         |    |    |    |    |         |    |           |
| Сезон   | И  | В  | ПО | П  | Ш       | О  | Плей-офф  |
| 2018/19 | 82 | 44 | 8  | 30 | 249-236 | 96 | не прошли |
| 2019/20 | 71 | 31 | 9  | 31 | 212-221 | 71 | 1-й раунд |
| 2020/21 | 56 | 24 | 11 | 21 | 159-168 | 59 | финал     |
| 2021/22 | 82 | 22 | 11 | 49 | 221-319 | 55 | не прошли |
| 2022/23 | 82 | 31 | 6  | 45 | 232-307 | 68 | не прошли |
| 2023/24 | 82 | 30 | 16 | 36 | 236-289 | 76 | не прошли |
| 2024/25 | 82 | 40 | 11 | 31 | 245-265 | 91 | 1-й раунд |

## Команда

### Текущий состав
| №                         | Игрок                | Страна                    | Хват    | Дата рождения             | Рост (см) | Вес (кг) | Средняя зарплата ($) | Контракт до |
| Вратари                   | Вратари              | Вратари                   | Вратари | Вратари                   | Вратари   | Вратари  | Вратари              | Вратари     |
| ------------------------- | -------------------- | ------------------------- | ------- | ------------------------- | --------- | -------- | -------------------- | ----------- |
| 31                        | Кэри Прайс           | Канада                    | Левый   | 16 августа 1987 (37 лет)  | 190       | 98       | 10,500,000           | 2025/26     |
| 34                        | Каапо Кяхкёнен       | Финляндия                 | Левый   | 16 августа 1996 (28 лет)  | 187       | 97       | 1,150,000            | 2025/26     |
| 35                        | Сэм Монтембо         | Канада                    | Левый   | 30 октября 1996 (28 лет)  | 191       | 90       | 3,150,000            | 2026/27     |
| 75                        | Якуб Добеш           | Чехия                     | Левый   | 27 мая 2001 (24 года)     | 193       | 91       | 965,000              | 2026/27     |
| Защитники                 |                      |                           |         |                           |           |          |                      |             |
| -                         | Нэтан Клурмэн        | Соединённые Штаты Америки | Правый  | 8 мая 1998 (27 лет)       | 188       | 93       | 775,000              | 2025/26     |
| -                         | Марк Дел Гайзо       | Соединённые Штаты Америки | Левый   | 11 октября 1999 (25 лет)  | 180       | 85       | 775,000              | 2025/26     |
| 8                         | Майкл Мэтсон — А     | Канада                    | Левый   | 27 февраля 1994 (31 год)  | 188       | 87       | 4,875,000            | 2025/26     |
| 21                        | Кайден Гули          | Канада                    | Левый   | 18 января 2002 (23 года)  | 188       | 91       | 5,550,000            | 2030/31     |
| 45                        | Александр Каррье     | Канада                    | Правый  | 8 октября 1996 (28 лет)   | 180       | 83       | 3,750,000            | 2026/27     |
| 47                        | Джейден Страбл       | Соединённые Штаты Америки | Левый   | 8 сентября 2001 (23 года) | 183       | 88       | 1,412,500            | 2026/27     |
| 48                        | Лэйн Хатсон          | Соединённые Штаты Америки | Левый   | 14 февраля 2004 (21 год)  | 175       | 70       | 950,000              | 2025/26     |
| 53                        | Ноа Добсон           | Канада                    | Правый  | 7 января 2000 (25 лет)    | 193       | 83       | 9,500,000            | 2032/33     |
| 64                        | Давид Рейнбахер      | Австрия                   | Правый  | 15 апреля 2003 (22 года)  | 191       | 97       | 886,666              | 2027/28     |
| 72                        | Арбер Джекай         | Канада                    | Левый   | 30 января 2001 (24 года)  | 193       | 100      | 1,300,000            | 2025/26     |
| Левые крайние нападающие  |                      |                           |         |                           |           |          |                      |             |
| 20                        | Юрай Слафковский     | Словакия                  | Левый   | 30 марта 2004 (21 год)    | 193       | 99       | 7,600,000            | 2032/33     |
| 82                        | Лукас Кондотта       | Канада                    | Левый   | 6 ноября 1997 (27 лет)    | 185       | 101      | 775,000              | 2026/27     |
| Центрфорварды             |                      |                           |         |                           |           |          |                      |             |
| -                         | Джозеф Велено        | Канада                    | Левый   | 13 января 2000 (25 лет)   | 185       | 86       | 900,000              | 2025/26     |
| 14                        | Ник Сузуки — К       | Канада                    | Правый  | 10 августа 1999 (25 лет)  | 180       | 83       | 7,875,000            | 2029/30     |
| 15                        | Алекс Ньюхук         | Канада                    | Левый   | 28 января 2001 (24 года)  | 178       | 86       | 2,900,000            | 2026/27     |
| 57                        | Шон Фаррелл          | Соединённые Штаты Америки | Левый   | 2 ноября 2001 (23 года)   | 175       | 81       | 775,000              | 2025/26     |
| 62                        | Оуэн Бек             | Канада                    | Правый  | 3 февраля 2004 (21 год)   | 180       | 86       | 853,333              | 2026/27     |
| 71                        | Джейк Эванс          | Канада                    | Правый  | 2 июня 1996 (29 лет)      | 183       | 84       | 2,850,000            | 2028/29     |
| 74                        | Брэндон Жиньяк       | Канада                    | Левый   | 7 ноября 1997 (27 лет)    | 180       | 77       | 775,000              | 2024/25     |
| 76                        | Закари Болдук        | Канада                    | Левый   | 24 февраля 2003 (22 года) | 185       | 85       | 863,333              | 2025/26     |
| 77                        | Кирби Дак            | Канада                    | Правый  | 21 января 2001 (24 года)  | 193       | 90       | 3,362,500            | 2025/26     |
| 91                        | Оливер Капанен       | Финляндия                 | Правый  | 29 июля 2003 (22 года)    | 185       | 81       | 925,000              | 2026/27     |
| Правые крайние нападающие |                      |                           |         |                           |           |          |                      |             |
| 11                        | Брендан Галлахер — А | Канада                    | Правый  | 6 мая 1992 (33 года)      | 174       | 83       | 6,500,000            | 2026/27     |
| 13                        | Коул Кофилд          | Соединённые Штаты Америки | Правый  | 2 января 2001 (24 года)   | 170       | 75       | 7,850,000            | 2030/31     |
| 17                        | Джош Андерсон        | Канада                    | Правый  | 7 мая 1994 (31 год)       | 191       | 100      | 5,500,000            | 2026/27     |
| 89                        | Джошуа Руа           | Канада                    | Левый   | 6 августа 2003 (21 год)   | 183       | 87       | 835,000              | 2025/26     |
| 92                        | Патрик Лайне         | Финляндия                 | Правый  | 19 апреля 1998 (27 лет)   | 194       | 91       | 8,700,000            | 2025/26     |
| 93                        | Иван Демидов         | Россия                    | Левый   | 10 декабря 2005 (19 лет)  | 180       | 76       | 940,833              | 2026/27     |

### Штаб
| Должность            | Имя             | Страна | Дата рождения            | В должности |
| -------------------- | --------------- | ------ | ------------------------ | ----------- |
| Генеральный менеджер | Кент Хьюз       | Канада | 21 января 1970 (55 лет)  | с 2022 года |
| Главный тренер       | Мартен Сан-Луи  | Канада | 18 июня 1975 (50 лет)    | с 2022 года |
| Помощник тренера     | Тревор Летовски | Канада | 5 апреля 1977 (48 лет)   | с 2021 года |
| Помощник тренера     | Стефан Робида   | Канада | 3 марта 1977 (48 лет)    | с 2022 года |
| Тренер вратарей      | Эрик Реймонд    | Канада | 26 апреля 1972 (53 года) | с 2021 года |

### Неиспользуемые номера
- 1 — Жак Плант, вратарь (1952—1963). Выведен из обращения 7 октября 1995 года.
- 2 — Даг Харви, защитник (1947—1961). Выведен из обращения 26 октября 1985 года.
- 3 — Эмиль Бушар, защитник, (1941—1956). Выведен из обращения 4 декабря 2009 года.
- 4 — Жан Беливо, центральный нападающий (1953—1971). Выведен из обращения 9 октября 1971 года.
- 5 — Берни Жеффрион, крайний нападающий (1950—1964). Выведен из обращения 11 марта 2006 года.
- 5 — Ги Лапуэнт, защитник (1968—1982). Признание заслуг перед клубом 8 ноября 2014 года.
- 7 — Хоуи Моренц, центральный нападающий (1923—1934, 1936—1937). Выведен из обращения 2 ноября 1937 года.
- 9 — Морис Ришар, крайний нападающий (1942—1960). Выведен из обращения 6 октября 1960 года.
- 10 — Ги Лафлёр, крайний нападающий (1971—1985). Выведен из обращения 16 февраля 1985 года.
- 12 — Дикки Мур, крайний нападающий (1951—1963), и Иван Курнуайе, крайний нападающий (1963—1979). Выведен из обращения 12 ноября 2005 года.
- 16 — Анри Ришар, центральный нападающий (1955—1975). Выведен из обращения 10 декабря 1975 года.
- 16 — Элмер Лак, центральный нападающий (1940—1954). Признание заслуг перед клубом 4 декабря 2009 года.
- 18 — Серж Савар, защитник (1966—1981). Выведен из обращения 18 ноября 2006 года.
- 19 — Ларри Робинсон, защитник (1972—1989). Выведен из обращения 19 ноября 2007 года
- 23 — Боб Гейни, крайний нападающий (1973—1989). Выведен из обращения 23 февраля 2008 года.
- 29 — Кен Драйден, вратарь (1970—1979). Выведен из обращения 29 января 2007 года.
- 33 — Патрик Руа, вратарь (1984—1995). Выведен из обращения 22 ноября 2008 года.

## Тренеры
- Джозеф Каттаринич / Жан-Батист «Джек» Лавиолетт 1909—10
- Адольф Лекур 1911
- Наполеон Дорваль 1911—13
- Джимми Гарднер 1913—15
- Эдуар «Ньюси» Лалонд 1915—21
- Лео Дандюран 1921—26
- Сесил Харт 1926—32
- Ньюси Лалонд 1932—34
- Ньюси Лалонд / Лео Дандюран 1934—35
- Сильвио Манта 1935—36
- Сесил Харт 1936—38
- Сесил Харт / Жюль Дугаль 1938—39
- Альберт «Бейб» Сиберт 1939
- Альфред «Пит» Лепен 1939—40
- Дик Ирвин 1940—55
- Гектор «Тоу» Блэйк 1955—68
- Клод Рюэль 1968—70
- Эл Макнил 1970—71
- Скотти Боумэн 1971—79
- Берни Жеффрион 1979
- Клод Рюэль 1979—81
- Боб Берри 1981—84
- Жак Лемер 1984—85
- Жан Перрон 1985—88
- Пэт Бёрнс 1988—92
- Жак Демер 1992—95
- Марио Трамбле 1995—97
- Ален Виньо 1997—2000
- Мишель Террьен 2000—03
- Клод Жюльен 2003—06
- Боб Гейни 2006 (исполняющий обязанности)
- Ги Карбонно 2006—09
- Боб Гейни 2009 (исполняющий обязанности)
- Жак Мартен 2009—11
- Рэнди Канниуорт 2011—12 (исполняющий обязанности)
- Мишель Террьен 2012—17
- Клод Жюльен 2017—21
- Доминик Дюшарм 2021—22
- Мартен Сан-Луи 2022—н.в.

## Капитаны команды
- Жан-Батист «Джек» Лавиолетт 1909—10
- Эдуар «Ньюси» Лалонд 1910—11
- Джек Лавиолетт 1911—12
- Ньюси Лалонд 1912—13
- Джимми Гарднер 1913—15
- Ховард Макнамара 1915—16
- Ньюси Лалонд 1916—22
- Спрэг Клегхорн 1922—25
- Билли Куту 1925—26
- Сильвио Манта 1926—32
- Джордж Хэйнсуорт 1932—33
- Сильвио Манта 1933—36
- Альберт «Бейб» Сиберт 1936—39
- Уолтер Басуэлл 1939—40
- Гектор «Тоу» Блэйк 1940—48
- Билл Дёрнан 1948 (январь—апрель)
- Эмиль Бушар 1948—56
- Морис Ришар 1956—60
- Даг Харви 1960—61
- Жан Беливо 1961—71
- Анри Ришар 1971—75
- Иван Курнуайе 1975—79
- Серж Савар 1979—81
- Боб Гейни 1981—89
- Ги Карбонно/Крис Челиос (сокапитаны) 1989—90
- Ги Карбонно 1990—94
- Керк Мюллер 1994—95
- Майк Кин 1995 (апрель—декабрь)
- Пьер Тюржон 1995—96
- Венсан Дамфусс 1996—99
- Саку Койву 1999—09
- Брайан Джионта 2010—14
- Макс Пачиоретти 2015—18
- Ши Уэбер 2018—22
- Ник Сузуки 2022—н.в.

## Члены Зала хоккейной славы
51 хоккеист, в разное время выступавший за «Монреаль Канадиенс», включён в Зал хоккейной славы. Первыми были Хоуи Моренц и Жорж Везина в 1945 году, последним — на текущий момент — Крис Челиос в 2013-м.
| Игрок            | Страна                    | Поз. | Год вкл. |
| ---------------- | ------------------------- | ---- | -------- |
| Хоуи Моренц      | Канада                    | Ц    | 1945     |
| Жорж Везина      | Канада                    | В    | 1945     |
| Орель Жолиа      | Канада                    | ЛК   | 1947     |
| Ньюси Лалонд     | Канада                    | Ц    | 1950     |
| Джо Мэлоун       | Канада                    | Ц    | 1950     |
| Спрэг Клигхорн   | Канада                    | З    | 1958     |
| Херб Гардинер    | Канада                    | ЛК   | 1958     |
| Сильвио Манта    | Канада                    | З    | 1960     |
| Морис Ришар      | Канада                    | ПК   | 1961     |
| Джо Холл         | Канада                    | З    | 1961     |
| Джордж Хэйнсуорт | Канада                    | В    | 1961     |
| Гарри Кэмерон    | Канада                    | З    | 1962     |
| Джек Лавиолетт   | Канада                    | З    | 1962     |
| Джимми Гарднер   | Канада                    | ЛК   | 1962     |
| Дидье Питр       | Канада                    | ПК   | 1962     |
| Альберт Сиберт   | Канада                    | ЛК   | 1964     |
| Билл Дёрнан      | Канада                    | В    | 1964     |
| Марти Бэрри      | Канада                    | Ц    | 1965     |
| Кен Риэрдон      | Канада                    | З    | 1966     |
| Гектор Блэйк     | Канада                    | ЛК   | 1966     |
| Эмиль Бушар      | Канада                    | З    | 1966     |
| Элмер Лак        | Канада                    | Ц    | 1966     |
| Том Джонсон      | Канада                    | З    | 1970     |
| Жан Беливо       | Канада                    | Ц    | 1972     |
| Берни Жеффрион   | Канада                    | ПК   | 1972     |
| Даг Харви        | Канада                    | З    | 1973     |
| Дикки Мур        | Канада                    | ЛК   | 1974     |
| Горд Дрийон      | Канада                    | ПК   | 1975     |
| Жак Плант        | Канада                    | В    | 1978     |
| Анри Ришар       | Канада                    | Ц    | 1979     |
| Лорн Уорсли      | Канада                    | В    | 1980     |
| Фрэнк Маховлич   | Канада                    | ЛК   | 1981     |
| Иван Курнуайе    | Канада                    | ПК   | 1982     |
| Кен Драйден      | Канада                    | В    | 1983     |
| Жак Лемер        | Канада                    | Ц    | 1984     |
| Берт Олмстэд     | Канада                    | ПК   | 1985     |
| Серж Савар       | Канада                    | З    | 1986     |
| Жак Лаперрьер    | Канада                    | З    | 1987     |
| Ги Лафлёр        | Канада                    | ПК   | 1988     |
| Тони Эспозито    | Канада                    | В    | 1988     |
| Герберт O’Коннор | Канада                    | ПК   | 1988     |
| Боб Гейни        | Канада                    | ЛК   | 1992     |
| Ги Лапуэнт       | Канада                    | З    | 1993     |
| Стив Шатт        | Канада                    | ЛК   | 1993     |
| Лэрри Робинсон   | Канада                    | З    | 1995     |
| Дени Савар       | Канада                    | Ц    | 2000     |
| Род Лэнгуэй      | Соединённые Штаты Америки | З    | 2002     |
| Патрик Руа       | Канада                    | В    | 2006     |
| Дик Дафф         | Канада                    | ЛК   | 2006     |
| Даг Гилмор       | Канада                    | Ц    | 2011     |
| Крис Челиос      | Соединённые Штаты Америки | З    | 2013     |

## Индивидуальные рекорды
- Наибольшее количество очков за сезон: Ги Лафлёр — 136 (56+80 в 1976/77)
- Наибольшее количество заброшенных шайб за сезон: Стив Шатт — 60 (1976/77) и Ги Лафлёр — 60 (1977/78)
- Наибольшее количество результативных передач за сезон: Пит Маховлич — 82 (1974/75)
- Наибольшее количество штрафных минут за сезон: Крис Найлан — 358 (1984/85)
- Наибольшее количество очков, набранных защитником за один сезон: Лэрри Робинсон 85 (19+66 в 1976/77)
- Наибольшее количество «сухих» игр: Джордж Хэйнсуорт — 22 (1928/29)